# 松本梓
松本 梓（まつもと あずさ、本名：Azusa Matsumoto、1977年8月1日 - ）は、かつて日本で活動していたタレント・アニメ作画家・演出家・Manga artist。

## 来歴
愛知県名古屋市出身。日本にいた当時は、タレント活動をしていた。
2002年2月2日、彼女が生まれた年に『あずさ2号』でヒットを飛ばした狩人及びJR東日本新宿駅長らとともに、新宿駅で行われた「懐かしの特急あずさ2号」の出発セレモニーに参加した。
その後もイベントの司会や大学での講義、CMの企画など幅広く活動していた。かつてはブログ『松本梓の世界の窓から・・』を運営していたので近況を知ることができたが、現在は閉鎖している。
後にカナダケベック州モントリオール在住。現在、ECOLE DE MANGA JAPONAIS DE MONTREAL及びMontreal Japanese Manga School主催。その傍ら日本は元より世界各地でフリーでアニメ、マンガの制作をしている。
2015年にEcole de Manga japonais de Montreal（Montreal Japanese Manga School）のスタッフと共に非営利団体Manga Africaを設立。
アフリカのManga Artistの発掘と支援のための活動と、アフリカ人Manga Artistによる松本梓 監修のエボラ予防のポスターを作成、
アフリカの子供たちの識字率向上のため、アフリカ・ベナンに箱詰めされたマンガを送り、各国の新聞、メディアに取り上げられる。
のちにManga Africaからのアーティストが、カナダで音楽CD、「Kattam et ses tam-tam's （Kattamプロダクション)」のパッケージデザインでデビュー。
現在は、マンガ愛好者の中に自閉症、障害者が多くいることに着目し、彼らのための支援団体を立ち上げるべく活動を開始している。

## 出演

### テレビ番組
- ゴッターニ!（東海テレビ） - ドラマコーナー『抱きしめて抱きしめて抱きしめて』レギュラー。
- 好きです♥ミミンバ!（東海テレビ）
- なんじゃもんじゃの木の下で（テレビ朝日）

### ラジオ番組
- 音楽選隊ロックレンジャー＜毎週金曜日放送＞（エフエム岡崎） - パーソナリティ兼構成作家。
- NHKラジオ第1放送／NHKワールド・ラジオ日本「ちきゅうラジオ」世界井戸端会議出演 2003
- 東京FM　「Honda SWEET MISSON」（ホンダ・スウィート・ミッション）海外で働く女性スペシャルエージェント出演 2015

### 舞台
- 御園座
- 名古屋市民会館

## その他の活動

### 司会
- ドクター中松創造学講義
- YAMAHAミュージックフェスティバル選考会
- 経済学シンポジウム
- 学園祭

### ナレーション
- 河合塾日本語講座
- 飛騨高山観光局

### 講演・講義
- 名古屋外国語大学現代国際学特殊講義（2008年）「松本梓の英語落ちこぼれ→トライリンガルへの道」
- 「マンガでサイエンスを学ぼう！（モントリオール大学協力）」私立College Stanislas 2015
- 「日本語・日本文化セミナー」　私立College Jean de Brebeuf 2017-現在
- 「マンガ・日本文化セミナー」　私立College Jean de Brebeuf 2014,2015,2017-現在

### 企画・コンテ
- 結婚式場プチヴェール（中京広域圏ローカルアニメCM、制作：映像プロ）
- 東海典礼（中京広域圏ローカルアニメCM、制作：映像プロ）

### 執筆
- Opt life - 『ワールドトレンド』のコーナーを担当。
- Opt gate - 同サイト内でブログ『松本梓の世界の窓から・・』を運営していたが、Opt gateそのものの閉鎖に伴いブログも閉鎖中。

### オンライン
「Ecole de Manga japonais de Montreal」マンガ／日本語＆日本文化セミナー(France,Canada)2014-現在　＜定期開催＞

### 発行
・「Dojin-shi」Ecole de Manga japonais de Montreal (Canada)2017

### 特許
・ヨーロッパ特許許可局European Patent Officeに「TEACHING AND LEARNING METHOD AND PLATFORM USING MANGA(CA2852282)」 を出願中